# کلرامبوسیل
کلرامبوسیل (به انگلیسی: Chlorambucil) دارویی است که از موارد استعمال آن لمفومافولیکولر، سارکوم سلولی، اریترودرمی، بیماری هوجکین و لوسمی می‌باشد.

## ملاحظات
مصرف این دارو در موردی مثل لوکوپنی ممنوع است. مصرف در دوران بارداری مطلقاً ممنوع است.